# Atenàgores de Samos
Atenàgores de Samos (en llatí Athenagoras, en grec antic Άθηναγόρας) fou un polític de l'illa de Samos fill d'Arquetràstides. El govern de Samos el va enviar com ambaixador a Leotíquides poc abans de la batalla de Mícale del 479 aC.